# American Express Trophy
De American Express Trophy was een golftoernooi op de kalender van de Europese Challenge Tour.
Het toernooi werd in mei gespeeld op de Frankfurter Golf Club in Duitsland. De status van het toernooi was onofficieel. Dit wil zeggen dat het prijzengeld niet meetelt voor de Order of Merit.

## Edities
| Jaar | Winnaar         | Prijzengeld |
| ---- | --------------- | ----------- |
| 1993 | Sven Strüver    | € 7.600     |
| 1994 | Torsten Giedeon | € 7.130     |